# Microstroma album
Microstroma album är en svampart som först beskrevs av Jean Baptiste Desmazières, och fick sitt nu gällande namn av Pier Andrea Saccardo 1878. Microstroma album ingår i släktet Microstroma och familjen Microstromataceae.   Inga underarter finns listade i Catalogue of Life.